# RCN Televisión
RCN Televisión (також відомий як Canal RCN) — колумбійський наземний телеканал, що належить організації Ardila Lülle. Він був заснований як виробнича компанія 23 березня 1967 року та офіційно запущений як телеканал, що належав йому 10 липня 1998 року.
Його основним акціонером є Карлос Арділа Люлле. Він створив «Я — негарна Бетті», одну з найуспішніших колумбійських теленовел.

## Ефір

### Серіали
- Кава з ароматом жінки
- Я — негарна Бетті
- На підборах Єви
- Поки нас не розлучить срібло
- Я чекатиму вас там
- Чиста кров
- Закон серця
- Медсестри
- Просто Ана